# P.24 (航空機)
 PZL P.24
PZL P.24 プロトタイプ（2号機）
- 用途：戦闘機
- 分類：戦闘機、攻撃機
- 設計者：ウズィウォロッド・ジャキミューク
- 製造者： PZL社
- 運用者* トルコ空軍
- ギリシャ空軍
- ルーマニア空軍
- ブルガリア空軍
- エチオピア空軍
- 初飛行：1933年 5月
- 生産数：~300
- 運用開始：1936年
- 運用状況：退役

PZL P.24は、1930年代中盤にワルシャワのPZL工場にて開発されたポーランドの戦闘機である。複数の国へ輸出されたが、ポーランド国内での使用はほぼ皆無であった。

## 開発
PZL P.24は、ズィグムント・プワフスキによってデザインされ、1931年のプワフスキの墜落事故死後、ウズィウォロッド・ジャキミュークによって完成に至った、ガル翼が特徴のP.11を輸出用として並行開発された全金属製単葉戦闘機である。元となったP.11はポーランド国内でライセンス生産されたブリストル飛行機製マーキュリーエンジンを動力としていたが、契約上輸出が禁止されていた為、フランスのノーム・エ・ローヌ社が自社のエンジンをP.11に搭載してフランス空軍に売り込むことを提案し、これが採用された。
プロトタイプの初号機となるP.24/Iは760馬力のノーム・エ・ローヌ14kdsエンジンを搭載し、1933年の5月に初飛行を行った。”スーパーP.24”と命名された二号機となるP.24/IIは星型エンジンを動力とした戦闘機として、ボレスワフ・オルリンスキによる操縦のもと、当時の世界最高速記録（時速414km）を打ち立てた。この機体は1934年のパリ航空ショーで展示され、当時として最速であると共に戦闘機として世界で初めて機関砲を装備していた為、大きな話題となった反面、当初の目的であったフランス空軍への売り込みはフランス国内メーカーからの強い反発があり、失敗に終わった。
その後、同時期にポーランド空軍が自国運用を踏まえたP.11の新型であるP.11cを開発していた為、パイロットの視界を確保する為に星型エンジンの搭載位置をやや下へずらすなどといった胴体の改修がP.24にも施され、胴体後部に関してはP.11cと同一になるなど、併行開発の恩恵をフルに受けていた。P.24が初期の型より優れている点は、出力が1,000hpまでの様々なエンジンを装着できることである。また、P11cとは異なり、930馬力のノーム・エ・ローヌ14kfsを搭載、全天候型の密閉されたコックピット、20mm機関砲2丁と機関銃2丁が装備されるなど、より実践的な機体として熟成されていった。この機体は"スーパーP.24bis"と命名されたプロトタイプ三号機P.24/IIIとして1936年に初飛行し、飛行実験をベースとした改修がされた後にP.24Aとして生産が開始された。また、機関銃を4丁装備したP.24B、機関銃4丁と50kg爆弾2個を装備したP.24Cが追って生産された。
P.24Dはハンガリー空軍からの発注を踏まえた機体であったが、トリアノン条約上、ハンガリーに対して第一次世界大戦後の軍備に関する厳しい制限が設けられていた点を加味して1935年にハンガリーからのライセンス購入要望をポーランド政府は見送っており、後にハンガリー空軍がイタリアのフィアット CR.32を購入した為、開発は中止された。P.24EはIAR P.24EとしてルーマニアのIARによってルーマニア国内にてライセンス生産された。
最後に生産された2機種はP.24FとP.24Gで、1937年からノーム・エ・ローヌ14N07エンジンを搭載して生産された。両機種とも爆装が可能であったが、P.24Eは機関銃を4丁装備していたのに対し、P.24Fは機関砲と機関銃を各2丁ずつ装備していた。
机上論で終わったP.24Hは、自国への販売を目論み、機関砲を4丁、もしくは機関砲と機関銃を各2丁装備し、1100馬力のノーム・エ・ローヌ14N21エンジンを搭載するはずであった。しかし、すでに運用が開始されていたPZL P.11との兼ね合いや、理論上はより高性能とされていたP.50の開発が開始されていた為、開発は一時中止となり、第二次世界大戦の勃発と伴って再開は実現しなかった。

## 運用

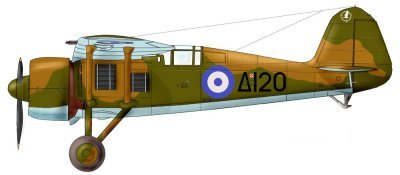
ギリシャ空軍のPZL P.24 F/G 1940年

自国の空軍が運用したP.11と比較して様々な面で性能上位であったにもかかわらず、ドイツによるポーランド侵攻の国土制圧が予想以上に速かった点も多分に影響し、確認されている限り自国外のみで、ましてや連合国と枢軸国の両陣営において戦果を挙げた珍しい機体と言える。ただし、当初から輸出を踏まえて開発されていた点からすると忠実にその役目を果しており、武器輸出による国内経済活性化を試みた当時のポーランド政府の先進性がうかがえる。
 ポーランド
P.11よりも高性能であったにもかかわらず、P.50の運用開始が優先された為、当初からポーランド空軍の関心は少なかった。ところが、ドイツ軍の侵攻する可能性が日増しに明らかとなる中、予想された開戦時までにP.50の運用開始が間に合わないことが判明、ポーランド空軍は急遽P.11の生産を再開し、追加としてP.24を注文した。しかし、結局は生産が間に合わず、1939年のポーランド侵攻時にP.11をより強力なエンジンに換装したPZL P.11g Kobuz1機が実戦参加したのみとされる。ちなみにこの際、シチェスヌィ中尉の操縦により、9月14日と15日にドイツ爆撃機であるHe111を合わせて2機撃墜したとされる。一般的にはこの機体がP.24と認識されているが、実際にはドイツ軍とソ連軍に対する敗北が濃厚となり、残存兵力の国外脱出を踏まえ、9月17日にルーマニアへ飛びたった後に本来のP.24へ改修された可能性が高い。
 トルコ
トルコ空軍はP.24Aを14機、P.24Cを26機発注し、1937年までに全て納品されている。後にトルコ国内のカイセリにてライセンス契約のもとP.24A/Cを20機生産し、更にP.24Gを30機追加生産した。1940年代後半まで運用され、その中の数機はプラット・アンド・ホイットニー R-1830（通称：ツインワスプ）エンジンに換装された。戦時下においてトルコは大戦末期まで中立を保っていた為、戦闘機として目立った活躍はなく、運用末期には訓練機として使用された。ちなみに、トルコ史上初の女性飛行士として名高いサビハ・ギョクチェンもこの機体を操縦したとされている。
 ギリシャ
ギリシャ空軍は1937年にP.24Aを5機、1938年にP.24FとP.24Gをそれぞれ25機と6機購入した。1940年のイタリア侵攻前から戦闘機として運用され、ギリシャ・イタリア戦争時にイタリア空軍、後にドイツ空軍とも対峙した。実戦は1940年11月1日にサロニカ上空でのイタリア空軍との戦闘を皮切りに、後のドイツ侵攻時にも前戦で運用されている。1940年11月2日にはマリノス・ミトラレクシスの操縦する機体がイタリア空軍の爆撃機であるサヴォイア・マルケッティ SM.79を機銃攻撃によって1機撃墜した後、体当たりによってもう1機を緊急着陸させて敵機の乗組員を捕虜とし、また1940年11月19日にはイタリア空軍のCR.42とG.50を相手にグロスター グラディエーターを率いて戦闘し、撃墜数4機に対して味方1機の損失を記録するなど、当初は活躍したものの、1941年4月以降に参入したドイツ空軍との戦闘では明らかに劣勢となり、同年4月23日に最後の1機となったP.24がイギリス空軍のウェストランド ライサンダー6機と共にクレタ島からエジプトに向けて飛行した。最終的に、P.24の撃墜数はイタリア空軍とドイツ空軍を合わせて40機であったのに対し、運用されたP.24の36機中35機が失われている。この中の1機はイタリア軍により鹵獲され、ローマ郊外にて飛行試験を受けている。
 ルーマニア
ルーマニア空軍はすでに1932年時点で50機のP.11bをポーランドから納品されており、後に国内（IAR）にてライセンス生産されていたP.11fを運用し、後発であったP.24も実機6機と生産ライセンスを購入した。このライセンスのもと、1937年から1939年の間に44機のIAR P.24Eを国内にて生産している。また、ドイツ軍とソ連軍によるポーランド侵攻でポーランド全土が制圧される際に、陸軍と空軍が共に残存兵力をルーマニアとハンガリーに国外脱出させており、その際にルーマニアへ移動したP.11cの中の数機はP.24に改修されたとされている。ルーマニアにおいての航空技術発展にも大きく寄与し、ルーマニア独自の低翼戦闘機のIAR-80にはP.24Eのテールをはじめ数多くの部品が流用された。ちなみに、第二次世界大戦前と枢軸国として参戦していた戦時中とでは国籍マークが異なる。
 ブルガリア
ブルガリア空軍は1937年から1938年の間にP.24Bを14機注文した。その後、更にP.24Fを26機注文し、その内の22機が第二次世界大戦開戦直前の1939年7月にポーランドから輸送された。この際にポーランドは輸出先が枢軸国の一員であることを理由に輸出の中止も検討したが、契約違反による金銭的な保証を要求される可能性を危惧し、契約に準じている。納品待ちであった残りの4機は、プロペラが装着されていない状態でポーランド国内のオケシー工場にて保管されていたが、1939年9月にドイツ軍の爆撃により破壊されている。ちなみに、ルーマニアと同様、戦前と戦時中とでは国籍マークが異なる。
 エチオピア
プロトタイプの三号機（スーパーP.24bis）を購入し、1935年に勃発した第二次エチオピア戦争時にイタリア軍との戦闘において運用された。

## 技術解説
機体のレイアウトは至って一般的な高翼機であり、全金属製であった。良好な視界を確保するため、主翼はガル翼で胴体に近づくにつれて薄く作られていた。この構成はズィグムント・プワフスキによって開発され、「プワフスキ翼」または「ポーランド翼」と称された。プロトタイプ以外のキャノピーは全てクローズドで、火災時に投下が可能な360リットル内蔵燃料タンクを装備していた。降着装置は固定式で、尾脚は車輪で無く、スキッドであった。
固定武装は主翼に収められたエリコンFF 20 mm 機関砲とコルト・ブローニング7.92mm 機関銃の組合せであった。
- P.24A、P.24E、P.24Fは機関砲2門と機関銃2門を装備。
- P.24B、P.24C、P.24Gは機関銃4門を装備。

爆装はP.24A、P.24Bが12.5kg爆弾x4発、P.24C、P.24F、P.24Gが50kg爆弾x2発。

## スペック

### P.24A
- 乗員：1 名
- 種別：戦闘機
- 翼幅：10.68 m
- 全長：7.81 m
- 全高：2.7 m
- 翼面積：17.9 m2
- 空虚重量：1330 kg
- 離陸重量：1915 kg
- 最大離陸重量：2000 kg
- 発動機：ノーム・エ・ローヌ14Kfs 14気筒星型空冷エンジン x1
- 出力：900/930（最大） 馬力
- 最高速度：430 km/h
- 航続距離：550 km
- 飛行上限高度：10500 m
- 上昇力：11.5 m/s
- 武装：20 mm 機関砲 x 2門、7.92 mm 機銃 x 2門
  - 20mm エリコンFF機関砲 ×2、
  - 7.92mm コルト・ブローニング機関銃 ×2

## 現存機体
現存する唯一のP.24はトルコの博物館にて展示されている機体だが、一般に公開されている写真からは複数のシリアル番号（2015、2017、2147）が確認でき、撮影場所も立地的に離れている為（イスタンブールとアンカラ）、現存する機体が複数あると推測されがちである。しかし、イスタンブール航空博物館にて保存展示されている機体が再塗装された際に何度か異なるシリアル番号を塗装されていた点と、ファイバーグラス製の原寸レプリカが少なくとも1機、トルコ国内の博物館で転々と展示されていた点から生まれた誤解で、実際には1機現存するのみとされている。

## 模型キット
ポーランドの模型メーカー数社が製品化している。1/48スケールでは特にミラージュ・ホビーのキットが決定版とされているが、ミックスメディアキットであるため、制作にはある程度の熟練度が必要であり、上級者向けと言える。1/72スケールではEncore
製のものが多いとされている。しかし、両スケールにおいても人気が高い機体とは言い難く、どちらかと言うとかなりマニアックな部類に入る。
- 1/48スケール
  - メーカー：ミラージュ・ホビー（インジェクション＋レジン等ディテールアップパーツ）
    - ポーランド・PZL P.24B ヤストレブ輸出用戦闘機
    - PZL/TKF P.24C トルコ空軍仕様
    - ギリシャ空軍・PZL P.24F 戦闘機エリコン20ミリ機関砲型
    - ギリシャ空軍・PZL P.24G 戦闘機1940/1941年

  - メーカー：Warrior Models
    - PZL P.24G

- 1/72スケール
  - メーカー：Encore（インジェクション）
    - PZL P.24

  - メーカー：Certi（インジェクション）
    - PZL P.24

  - メーカー：Modelland（バキュームフォーム）
    - PZL P.24